# Pomonok

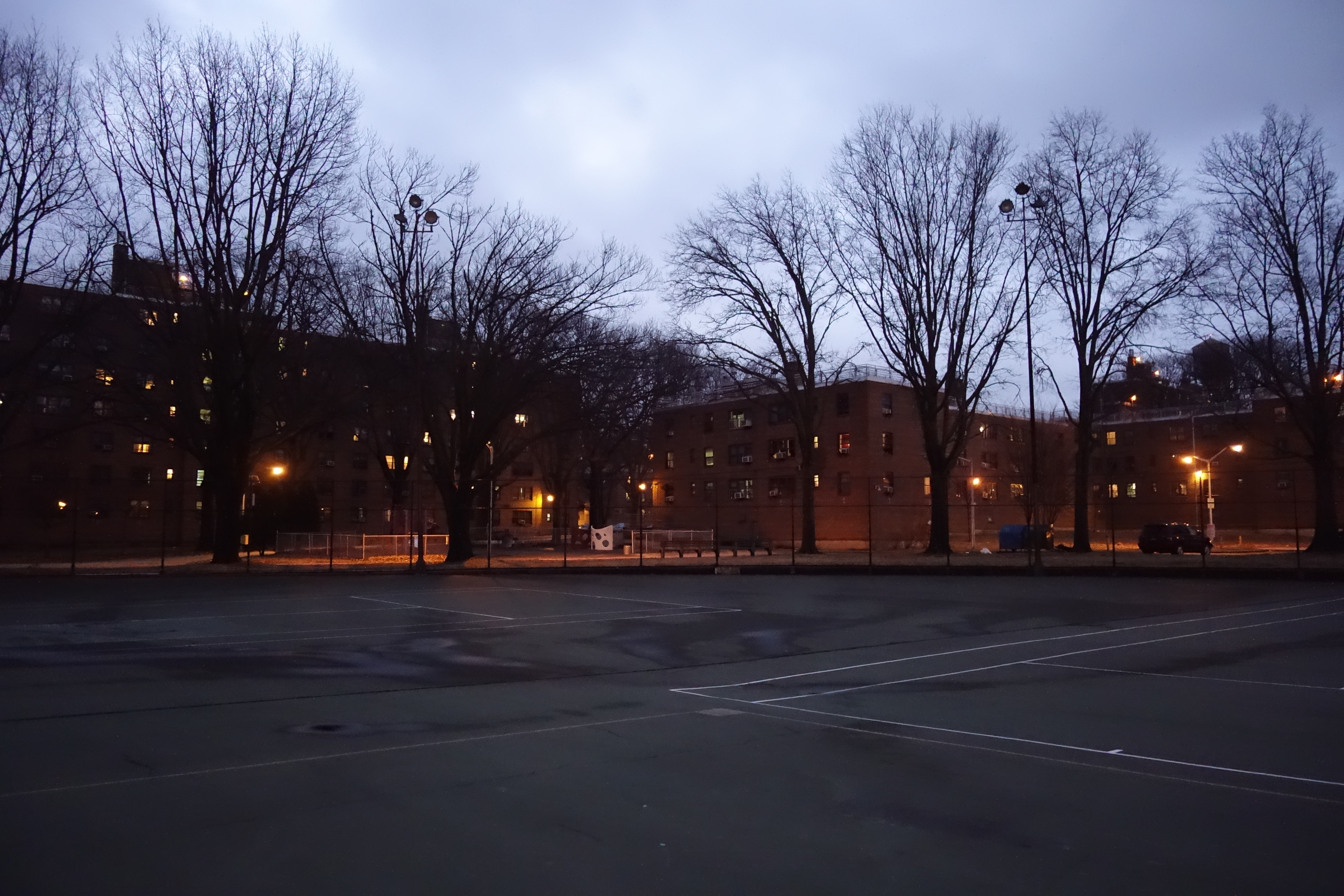
Das gepflasterte Baseball-/Softballfeld des Pomonok-Spielplatzes neben dem Wohnprojekt Pomonok Houses am Parsons Boulevard nördlich der Melbourne Avenue (etwa 67th Avenue)

Pomonok ist ein Stadtviertel im Zentrum des Stadtbezirks Queens, New York City, und bildet den südlichsten Teil von Flushing.

## Lage
Die Grenzen verlaufen im Norden entlang des Long Island Expressway, im Westen entlang des Kissena Boulevard, im Süden an der 73rd Avenue und im Osten an der 164th Street.
Pomonok ist geprägt durch zwei große Wohnanlagen: die Pomonok Houses zwischen Kissena und Parsons Boulevards sowie Electchester, ein genossenschaftliches Wohnprojekt zwischen Parsons Boulevard und 164th Street. Pomonok ist Teil des Community District 8.
Die Geschichte des Viertels ist eng mit dem Pomonok Country Club verbunden, einem Golfplatz, der von 1886 bis 1949 bestand. Nach dem Verkauf des Golfplatzes entstanden auf dem Gelände die Pomonok Houses und Electchester. Die Pomonok Houses wurden 1951 eröffnet und umfassten 13 dreistöckige und 22 siebenstöckige Gebäude. Sie waren ursprünglich für einkommensschwache Familien gedacht und boten neben Wohnungen auch eine Bibliothek, eine Schule und mehrere Spielplätze. Electchester wurde 1949 von Harry Van Arsdale Jr. und der International Brotherhood of Electrical Workers gegründet und bietet heute rund 5500 Menschen in etwa 2500 Wohneinheiten ein Zuhause.

## Etymologie
Der Name „Pomonok“ stammt aus der Algonkin-Sprache und bedeutet entweder „Land des Tributs“ oder „Land, in dem man auf dem Wasser reist“.   und bietet mit Einrichtungen wie dem Pomonok Community Center, mehreren Schulen und Parks ein lebendiges Umfeld.
Zu den bekannten Persönlichkeiten aus Pomonok zählen der ehemalige US-Kongressabgeordnete Gary Ackerman, der New Yorker Stadtrat Barry Grodenchik, der Politiker Michael Simanowitz, der Gewerkschaftsführer Harry Van Arsdale Jr., die Filmproduzenten Bob und Harvey Weinstein sowie der Rapper Action Bronson.